# 7 Sins
7 Sins (tạm dịch: 7 Tội lỗi) là tựa game thuộc thể loại mô phỏng đời sống do hãng Monte Cristo phát triển và Digital Jesters xuất bản, game được phát hành vào ngày 20 tháng 5 năm 2005, trò chơi này chỉ được phát hành duy nhất tại thị trường châu Âu.

## Tổng quan
7 Sins giúp người chơi trải nghiệm sự lý thú thông qua các quyết định liên quan đến bảy tội lỗi chết người. Lấy bối cảnh trong thành phố giả tưởng Apple City được thống trị bởi tình dục, sự giàu có và tiếng tăm. Trong suốt quá trình diễn biến của game, người chơi sẽ phải ra các quyết định dựa trên 7 tội lỗi bao gồm niềm kiêu hãnh, sự phẫn nộ, tính tham lam, sự đố kỵ, tính dâm dục, sự lười biếng và thói tham ăn. Khi một mối quan hệ được xây dựng thành công thì những nhiệm vụ mới sẽ được mở khóa. Tổng cộng có bảy màn chơi đơn, hàng tá nhiệm vụ nguy hiểm và hài hước mang tính khêu gợi và tình dục, với một trăm nhân vật không tương tác mà người chơi có thể giao tiếp được.

## Cách chơi
Cách chơi của game chứa đựng khá nhiều yếu tố nhạy cảm mang tính chất người lớn, người chơi sẽ đóng vai 1 người đàn ông độc thân cực kỳ quyến rũ và dùng vẻ ngoài đó như là một nghề nghiệp để kiếm tiền. Đầu tiên người chơi sẽ xuất phát ở một cửa hàng sang trọng với mục đích kiếm tiền và hoàn thành nhiệm vụ của ông chủ giao cho, càng về sau, người chơi sẽ được tiếp xúc với nhiều quý bà, quý cô xinh đẹp và gợi cảm, tiếp cận họ để hẹn hò, tìm hiểu những sở thích của họ để khai thác những thông tin có ích giúp cho mối quan hệ giữa đôi bên ngày càng sâu đậm và đặc biệt game cho phép người chơi có thể hẹn hò và quan hệ tình dục với các cô gái bằng những tính năng chỉ dành cho người lớn với mục đích chính là tiền và hoàn thành từng nhiệm vụ mà game đưa ra.
Ngoài ra game còn cung cấp khoảng 20 minigame cuồng loạn rất thú vị có một sức cuốn hút riêng dành cho người chơi từ vodka race" cho tới "toilet's Mozart (mặc dù có những game khá khó), khi hoàn thành mini game đó thì các cô gái sẽ thưởng những món quà bí mật và lãng mạn giúp nhân vật của người chơi trở thành ông chủ đích thực của thành phố Apple.

## Đánh giá
Nhân viên của PC Zone đánh giá và chấm điểm 6/10 cho game, họ phê bình "Chúng tôi khó có thể nói rằng 7 Sins là một game hay tuy nó không đến nỗi nào, nhưng nói thêm một cách thành thật là không phải bất cứ ai cũng cho là xấu hoặc tồi tệ, một số có thể cho bạn biết chính xác hơn. Chúng tôi chỉ là quá nhút nhát để thừa nhận như vậy".